# ستنی هویر
ستنی هویر (به انگلیسی: Steny Hoyer) نمایندهٔ حوزه انتخابیه پنجم مریلند از حزب دموکرات ایالات متحده آمریکا در مجلس نمایندگان ایالات متحده آمریکا است که برای نخستین‌بار در ۱۹ مه ۱۹۸۱ میلادی به‌عضویت این مجلس درآمد.